# Паланцено
Паланцѐно (на италиански: Pallanzeno, на местен диалект: Palanzèn, Паланцен) е село и община в Северна Италия, провинция Вербано-Кузио-Осола, регион Пиемонт. Разположено е на 230 m надморска височина. Населението на общината е 1177 души (към 2010 г.).